# Eat Your Salad

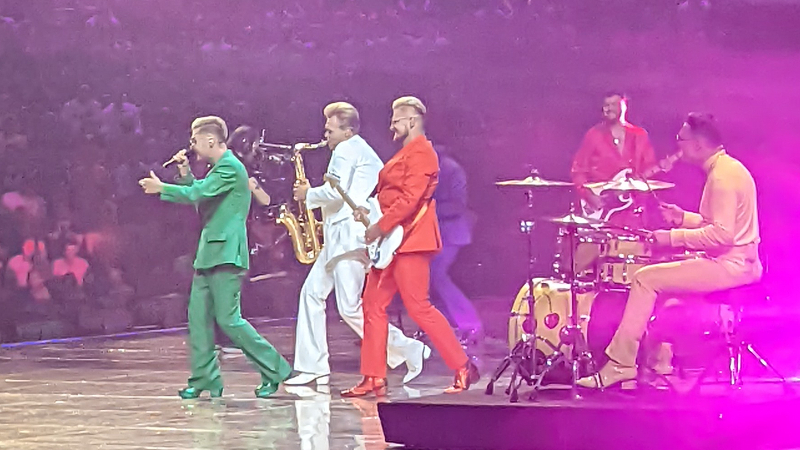
Выступление группы «Citi Zēni» на «Евровидение-2022»

Eat Your Salad (с англ. — «Ешь свой салат») — песня латвийской группы «Citi Zēni», которая была выпущена 13 января 2022 года. Эта песня представляла Латвию на «Евровидение-2022», где заняла 14 место в первом полуфинале и, соответственно, не смогла пройти в финал.

## Описание
По словам группы, песня была создана, чтобы "сделать сложную тему легкой для восприятия и интересной для прослушивания". В честь песни были названы два основных источника вдохновения: одним из них был друг-веган Янис, который носил футболку с надписью «Instead of meat, I eat pussy» (с англ. — «Вместо мяса я ем киску»), а другим был участником кулинарного шоу на латвийском телевидении, который убедил его изменить взгляды Яниса на окружающую среду, и в конце концов поставили перед ним задачу создать песню, основанную на этом идеале, и "превратить это в песню, которая не была бы депрессивной".
Песня рассказывает о привлекательности веганства и экологически чистой жизни. В первом куплете говорится об экологически чистых вещах, которые делает группа. Второй куплет наполнен многочисленными сексуальными намеками, относящимися к экологически чистой женщине, к которой привлекается группа. Припев сочетает в себе идеи веганства и то, что эта характеристика сексуально желательна.

## Евровидение

### Supernova 2022
7 октября 2021 года LTV открыл двухмесячный период подачи заявок для заинтересованных певцов и авторов песен для участия в процессе прослушивания на Supernova 2022.
После получения всех заявок жюри, сформированное из главных представителей радиостанций Латвии, оценило песни, сообщив лишь название песни, а не исполнителя. Для участия в конкурсе жюри отобрало 16 песен. отобранные работы были объявлены 5 января 2022 года. Чтобы определить семнадцатого участника, LTV провела онлайн-голосование с 10 по 14 января 2022 года.
Полуфинал состоялся 5 февраля 2022 года. Десять песен были отобраны профессиональным жюри и телеголосованием, путём разделения 50/50. «Eat Your Salad» прошла квалификацию и вышла в финал.
Финал состоялся 12 февраля 2022 года. Победителя определило профессиональное жюри и телеголосования 50/50. «Eat Your Salad» победила в финале, и в результате представляла Латвию на Евровидении 2022.

### На Евровидении
После жеребьевки, состоявшейся 25 января 2022 года, стало известно, что Латвия выступит второй в первом полуфинале, который состоялся 10 мая 2022 года, между Албанией и Литвой. Песня заняла 14 место, из-за чего не смогла пройти в финал.

## Чарты
| Чарт (2022)  | Высшая позиция |
| ------------ | -------------- |
| Литва(AGATA) | 55             |